# صموئيل إس. لويس
صموئيل إس. لويس (بالإنجليزية: Samuel S. Lewis)‏ هو محامي وسياسي أمريكي، ولد في 17 فبراير 1874 في يورك في المملكة المتحدة، وتوفي في 15 يناير 1959. حزبياً، نشط في الحزب الجمهوري. وقد انتخب أمين صندوق الدولة ‏.